# Bandera de la Florida
La bandera de Florida fue adoptada el 24 de septiembre de 1900. La primera bandera, de 1868, constaba únicamente del gran sello de Florida sobre un fondo blanco. La presencia del aspa roja no es debida a una modificación de la bandera de los Estados Confederados de América como se cree comúnmente, sino que se debe a la cruz de Borgoña que fue pabellón nacional de España en la época de su imperio, al que perteneció el territorio de Florida durante casi tres siglos. Además de la Florida, la bandera de Alabama también presenta la cruz de Borgoña sobre fondo blanco.

## Historia

Bandera de la corona de Castilla del descubrimiento (1492)

Bandera del Virreinato de Nueva España desde el hasta el

La Bandera de España después de 1785. Sus colores son reflejados en el sello de Florida

La bandera primera del estado fue adoptada durante la guerra civil americana. Diseñado por el gobernador Perry.

España era una unión dinástica y federación de reinos cuando Juan Ponce de León descubrió y reclamó Florida en el año 1513. Varias banderas españolas se utilizaron durante este período de la colonización europea en Florida, como el estandarte de la Corona de Castilla en Pensacola o la Cruz de Borgoña en San Agustín. Al igual que otros territorios españoles, la Cruz de Borgoña se utilizó en Florida para representar soberanía colectiva española entre los años 1513 y 1821.
En 1763, los españoles pasaron el control de Florida a Gran Bretaña a través del Tratado de París. Gran Bretaña utilizó la bandera de la unión original (las de rayas blancas) en Florida durante este breve período. Los británicos también dividieron el territorio entre Florida Oriental, con su capital en San Agustín, y Florida Occidental, con su capital en Pensacola.
España recuperó control de Florida en 1783. En 1785, el rey Carlos III decidió cambiar el pabellón nacional de España, que ahora era un Estado y nación más centralizada. Esta bandera, la rojigualda, se utilizó junto a la Cruz de Borgoña en las dos provincias de Florida hasta 1821, cuando Florida se unió a los Estados Unidos.
Entre 1821 y 1861, Florida no tenía bandera oficial. La bandera naval de Texas fue utilizada como pabellón provisional en año 1861, cuando Florida declaró su secesión de la unión federal. Esta bandera también se usó cuando las fuerzas militares del Estado se hicieron cargo de los fuertes federales y una estación marinera en Pensacola. El coronel William H. Chase fue comandante de las tropas de Florida y la bandera también se conoce como la bandera Chase. A finales de año, la Legislatura de Florida aprobó una ley que autorizó al Gobernador Madison S. Perry a diseñar una bandera oficial para el Estado. Su diseño fue una bandera de tres bandas con un fondo azul en la izquierda de la bandera que contenía el nuevo Sello de Florida.
Como parte de los Estados Confederados de América, Florida utilizó las tres versiones de la bandera de la Confederación y la Bonnie Blue. La Bonnie Blue era anteriormente la bandera de la efímera República de Florida Occidental, que incluía partes de lo que hoy Florida, Alabama, Misisipi, y Luisiana. También se utilizó brevemente como bandera de la Confederación (no oficial) antes de que la primera bandera oficial fuese adoptada. La Bonnie Blue tenía una sola estrella de cinco puntas en el centro de un fondo azul.
Entre 1868 y 1900 la bandera de la Florida era simplemente el sello del estado sobre un fondo blanco. En discrepancia, el sello del estado desde el año 1868 representaba un barco con una bandera blanca que incluía un cruz de color rojo, similar a la actual bandera de la Florida o la Cruz de Borgoña.
A final de la década de 1890, el gobernador Francis P. Fleming, un nacionalista, abogó por la adición de una cruz roja, para que la bandera no se viera como una bandera blanca de retirada cuando estuviera colgada. Esta adición fue aprobada por referéndum popular en el año 1900.

## Banderas históricas

Bandera de la Florida española (1513-1785)
Bandera de la Florida española (1785-1821)
Bandera de la República de Florida Occidental (1810)
Bandera de la República de las Floridas (1817)
Bandera usada por los rebeldes de la República de Florida Oriental (1812)
Bandera de Florida (1861-1865)

## Cinco banderas sobre Florida
El término "Cinco banderas sobre Florida" hace referencia a los cinco gobiernos que han tenido soberanía sobre toda o parte de Florida; sobre este estado han ondeado las banderas de España, Francia, Reino Unido, Estados Unidos y la de los Estados Confederados.